# Józef Wrzyszcz
Józef Karol Wrzyszcz (ur. 6 stycznia 1932 w Szopienicach, zm. 28 lipca 2008 we Wrocławiu) – polski chemik, profesor, specjalista w zakresie chemii organicznej, katalizy heterogenicznej, technologii nafty i paliw płynnych.

## Życiorys
Absolwent Politechniki Śląskiej (1954) i Politechniki Wrocławskiej (1956). Uczeń i współpracownik Zdzisława Tomasika. Doktorat w 1961, habilitacja w 1966. W 1973 uzyskał tytuł profesora nadzwyczajnego, a w 1981 – profesora zwyczajnego nauk technicznych.
Początkowo zatrudniony w Katedrze Technologii Nafty i Paliw Płynnych Politechniki Wrocławskiej. W latach 1958–84 pracownik, a od 1971 kierownik Zakładu Petrochemii w Instytucie Chemii Organicznej PAN. Od 1985 do emerytury pracownik naukowy Instytutu Niskich Temperatur i Badań Strukturalnych im. Włodzimierza Trzebiatowskiego PAN, w którym przez wiele lat kierował Zakładem Katalizy. W latach 1966–67 odbył staż we Francuskim Instytucie Naftowym (Institut Français du Pétrole) w Rueil-Malmaison.
Był autorem i współautorem licznych patentów oraz wdrożeń przemysłowych w przemyśle chemicznym i rafineryjnym (m.in. opracowanie dopalaczy spalin dla maszyn kopalnianych oraz katalizatorów i warunków procesu alkilacji hydroksyarenów alkoholami w sposób ciągły). Jego dorobek obejmuje ok. 200 publikacji na łamach polskich i zagranicznych czasopism naukowych. Wraz z Józefem Ziółkowskim współtworzył Komisję Katalizy i Fizykochemii Powierzchni, mającej na celu integrację różnych wrocławskich placówek naukowych zajmujących się obszarem katalizy. Laureat kilku nagród ministerialnych, sekretarza naukowego PAN oraz nagrody „Wrocławskie Dzieło 72”. Członek Komitetu Nauk Chemicznych PAN (1969-72). Odznaczony Krzyżem Kawalerskim Orderu Odrodzenia Polski (1980), Srebrnym Krzyżem Zasługi i Odznaką Honorową Polskiego Towarzystwa Chemicznego (1984).

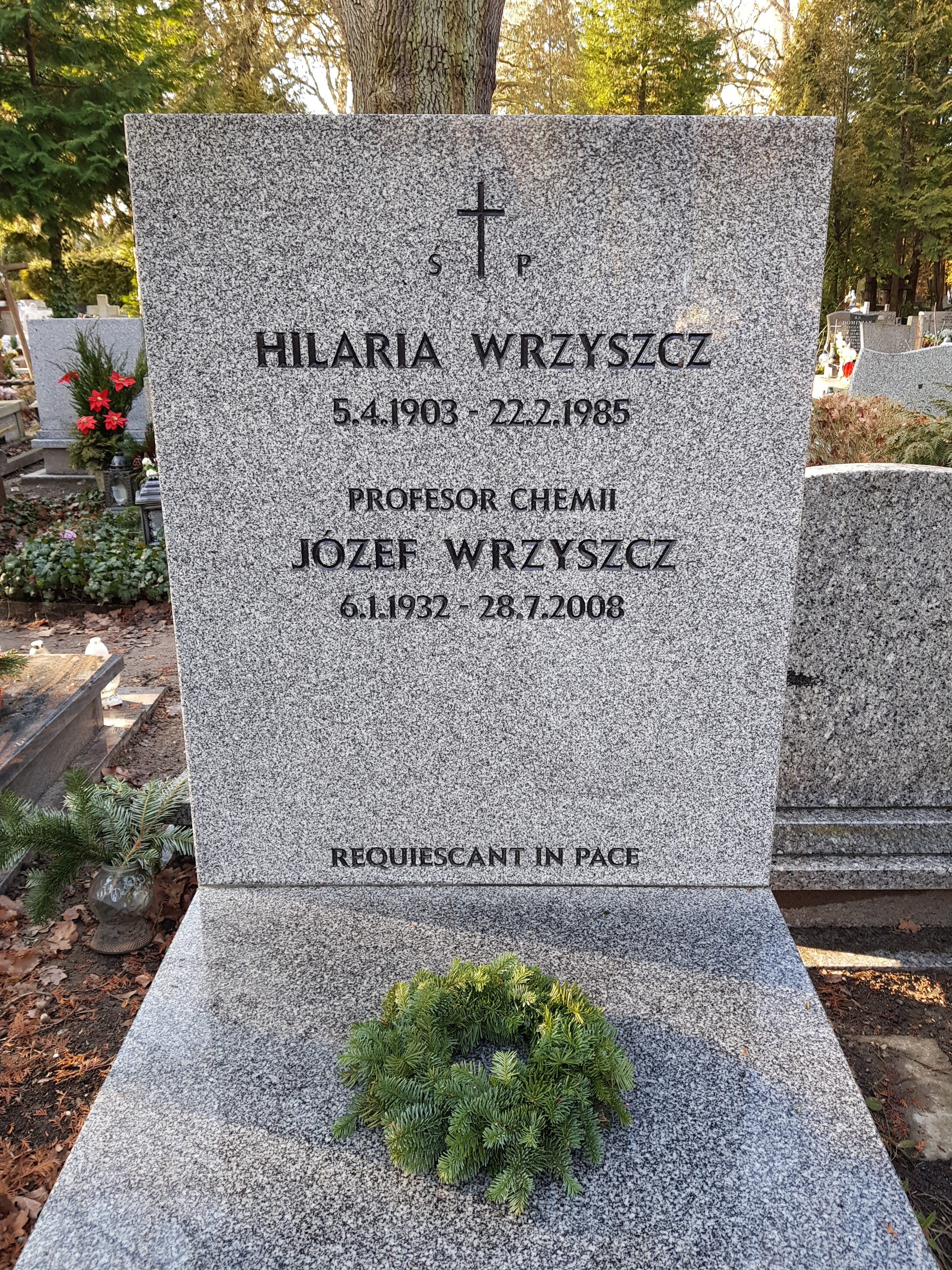
Grób prof. Józefa Wrzyszcza na Cmentarzu Grabiszyńskim we Wrocławiu

Pochowany na Cmentarzu Grabiszyńskim we Wrocławiu.